# Ivar Eriksson
Lars Ivar Eriksson, född 25 december 1909 i Ovansjö församling, död 12 april 1997 i Sandviken, var en svensk fotbollsspelare (försvarare) som spelade alla tre matcherna för Sverige i VM 1938 då man slutade på en fjärdeplats.

## Karriär
Eriksson erhöll tre gånger medalj för sitt Sandviken i Allsvenskan. Säsongerna 1934/35 och 1936/37 slutade man på fjärdeplats och fick då ta emot en bronsmedalj. Säsongen 1935/36 blev den bästa (även totalt i Sandvikens historia) då man vann lilla silvret efter sin tredjeplacering.
Eriksson begick sin landslagsdebut borta mot Tyskland 1937 i en VM-kvalmatch som slutade med förlust, 5–0. Då man tidigare besegrat såväl Finland som Estland och ändå var klart för VM sved förlusten måhända lite mindre. Eriksson imponerade, trots utgången, så pass väl i matchen att han fick följa med till VM i Frankrike året därpå. Sammanlagt spelade han fyra A-landskamper för Sverige (inga mål).
Ivar Eriksson avled 1997, 87 år gammal. Han är gravsatt i minneslunden på Södra kyrkogården i Sandviken.